# Zapadni Baludži
Zapadni Baludži (), jedna od tri glavnih jezičnih i zemljopisnih skupina Baludža koji danas žive u Baludžistanu na području Pakistana, Irana, Afganistana i Turkmenistana. Njihova populacija iznosi preko 1.8 milijuna, od čega 1.1 milijun ljudi govori zapadnobaludžijski u Pakistanu na sjeverozapadu provincije Baludžistan, a ostali u Iranu (451,000; 1986) na sjeveru zemlje gdje se zovu Yarahmadza; 200,000 u Afganistanu (1979) uz rijeku Helmand i oko grada Zaranj; i 28,000 u Turkmenistanu (1993) u distriktima Bayram-Ali i Iolotan. U Turkmenistan Zapadni Baludži i nešto Brahuia dolaze iz Afganistana. Tu ih je ujedinio Kerim Khan.
Baludži jezično pripadaju istoimenoj podskupini sjeverozapadne skupine zapadnoiranskih jezika i njihovi bliži srodnici su Koroshi iz iranske provincije Fars i Bashkardi iz istočnog Hormozgana. Njihovo etničko porijeklo nije u potpunosti razjašnjeno. 
Tradicionalno žive od kombinacije polunomadskog (sezonskog stočarstva; ovce, goveda i koze) i poljodjelstva (pšenica). Tijekom ljeta žive u stalnim naseljima u planinama, a kroz zimu lutaju sa svojom stokom u potrazi za pašnjacima. Zemlja nije u privatnom vlasništvu nego u vlasništvu plemena kojih među Baludžima ima oko 500. 
Znatan dio prihoda ovisi i o sakupljanju. Takozvana dwarf palm koja raste divlje u Baludžistanu, ima namjenu i u prehrani i kao sirovina za izradu hasura, šatora, konopa i cipela.
Vjera: islam.